# أميغا سي دي32

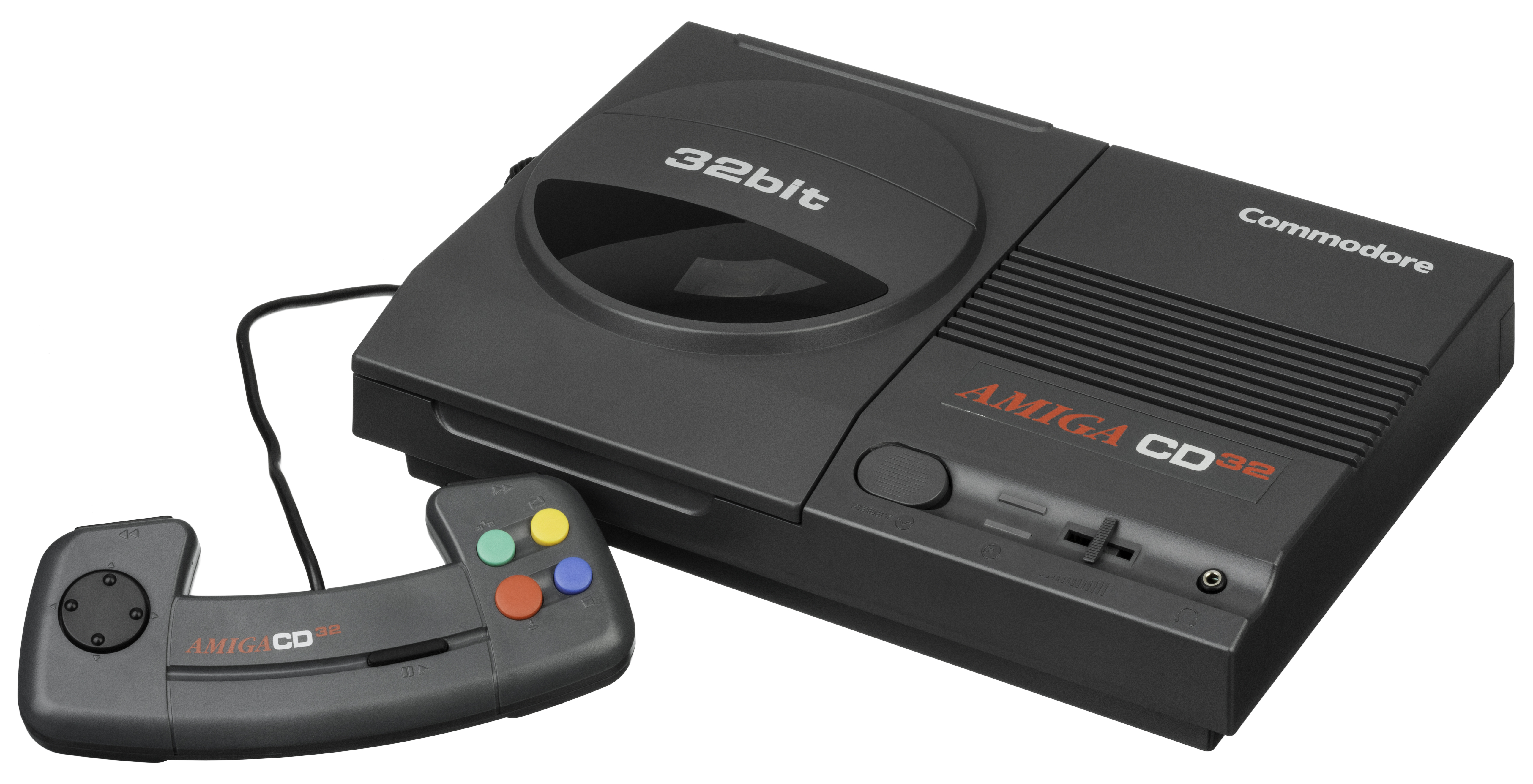
جهاز حاسوب أميغا سي دي32.

أميغا سي دي32 (بالإنجليزية: Amiga CD32) ويرمز له بحرف سي دي 32 "CD32"، هو جهاز حاسوب لألعاب الفيديو، والذي صنعته وأنتجته شركة كومودور إنترناشونال الأمريكية، وهو من ضمن إصدارات أميغا، صدر في الأسواق يوم 17 سبتمبر 1993، وتوقفت الإصدارات نهائياً سنة 1994، وذلك بسبب مشاكل الإمدادات بالمكونات الإلكترونية، وإفلاس الشركة، تم بيع 100 ألف وحدة في القارة الأوروبية فقط.

## المواقع الخارجية
- أميغا سي دي32 على موقع ميوزك برينز (الإنجليزية)
- amigacd32.com: Project CD32: Amiga CD32 database
- amiga.resource.cx: Amiga hardware database - Commodore CD32
- bigbookofamigahardware.com: CD32 - Commodore
- voxelarcade.com: List of some of the best CD32 games